# Коштовності прусської корони

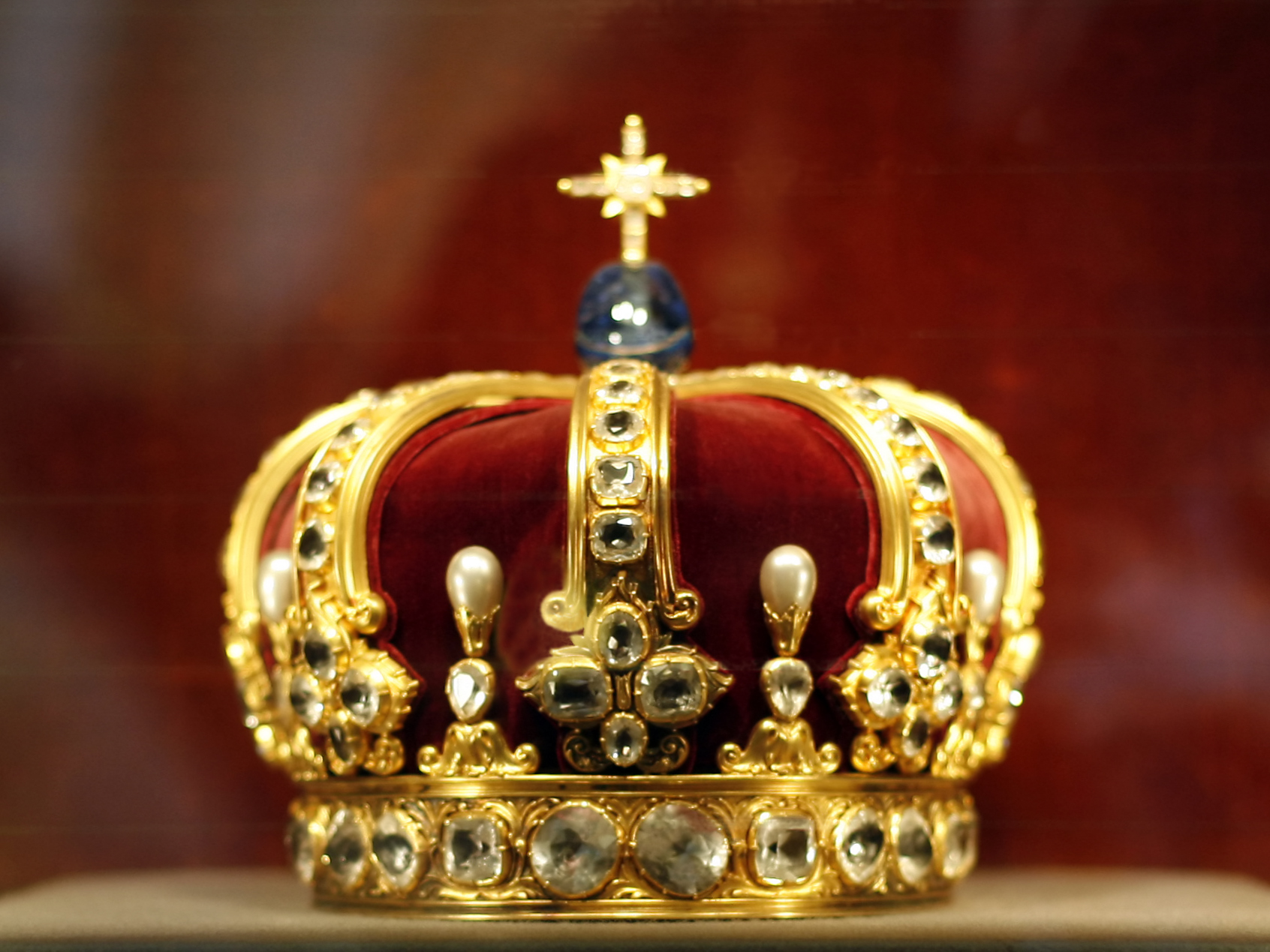
Прусська королівська корона, виготовлена для Вільгельма II

Коштовності прусської корони — колекція інсигній королівської влади, які спочатку використовувалися як коронні коштовності королів Пруссії та продовжували використовуватися в Німецькій імперії. На відміну від часто багато прикрашених і щедро прикрашених коштовностей інших монархів, знаки Гогенцоллернів завжди вважалися досить спартанськими.

## Опис

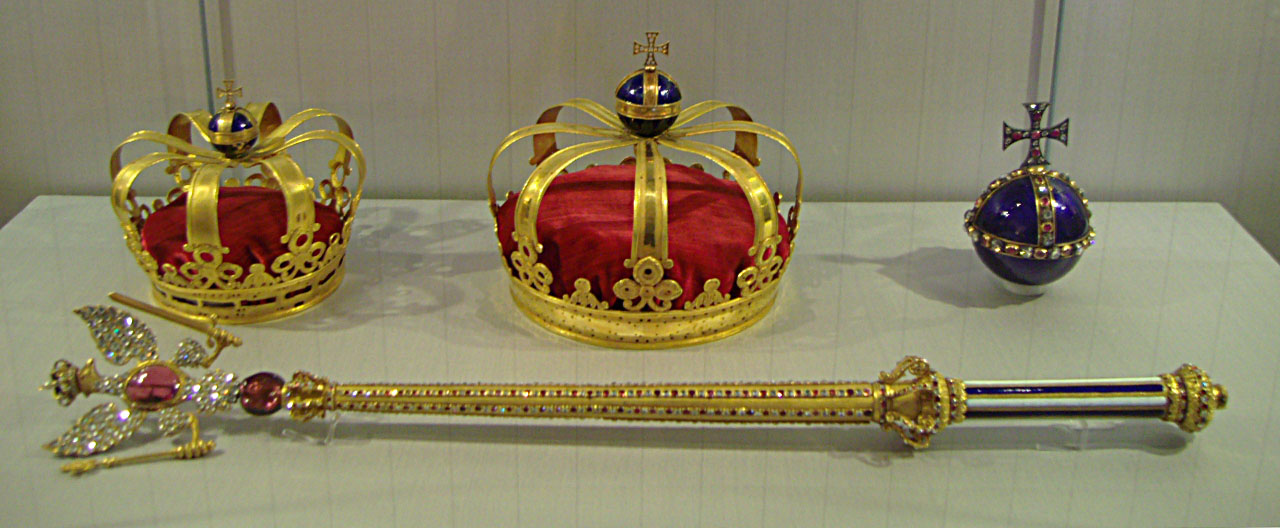
Прусські коронні інсигнії

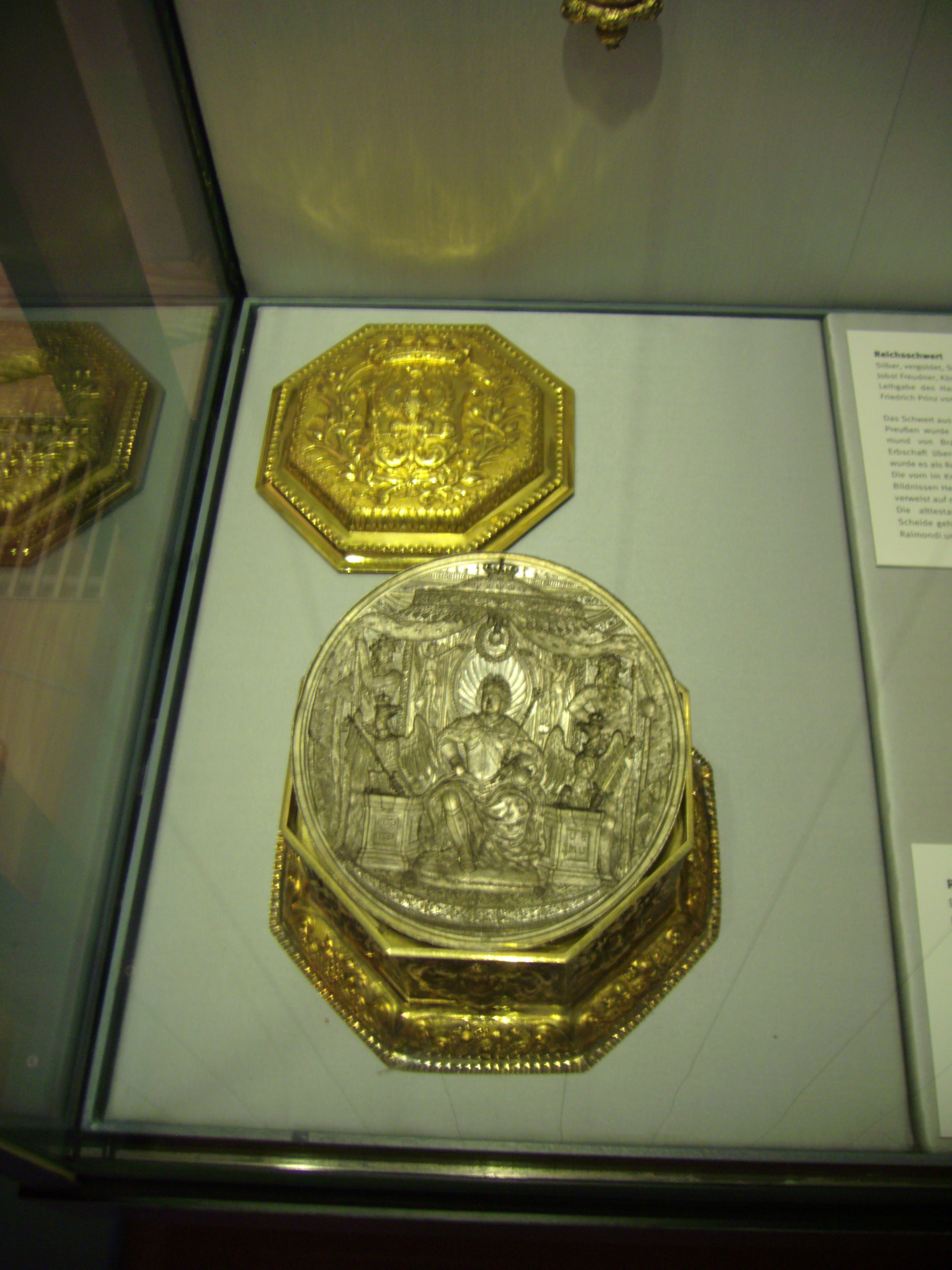
Імперська печатка Фрідріха I.

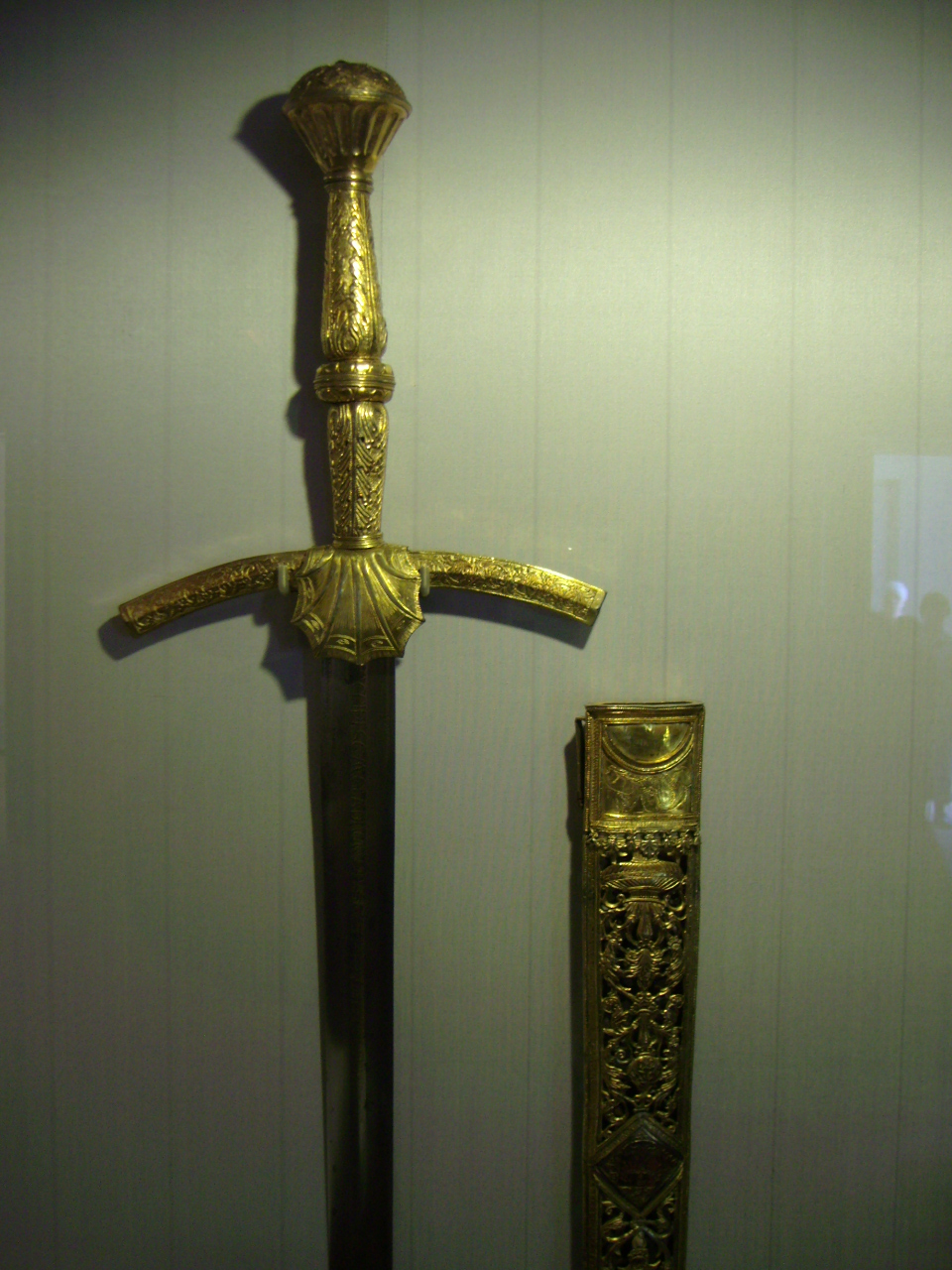
Бранденбурзький меч

Коронні коштовності включають, серед іншого:
- Королівська корона Фрідріха I 1701 року. Вона була виготовлена для коронації курфюрста Бранденбурга та герцога Пруссії як короля Пруссії в Кенігсберзі, як і наступні артефакти. Корона практично позбавлена дорогоцінних каменів, оскільки дорогоцінні камені ставилися лише в особливих випадках, щоб їх можна було використовувати в інших місцях. Деякі частини коштовностей пізніше були знайдені в королівській короні Вільгельма II. Йоганн фон Бессер приблизно в 1712 році описав корону так:

Вінець, як і скіпетр, був із чистого золота / але не / як звичайно / з листям; натомість він був зроблений з діамантів, поставлених близько один до одного: Які на закритих дугах і по всій окружності / здавалися відлитими разом / ніби з одного шматка / і, здавалося, були розділені не інакше / як різницею їх розміру; оскільки деякі важили вісімдесят / дев'яносто і сто каратів / а деякі діаманти навіть важили сто тридцять / і згодом також падали в обличчя з диференційованим вогнем.
- Корона Вільгельма II, також відома як корона Гогенцоллернів, виготовлена в 1889 році для коронації Вільгельма як короля Пруссії (яка так і не відбулася). Це не імператорська корона, Німецька імперія мала її з 1875 року в моделі для кайзера Вільгельма I зі срібла та страсів (а також модель корони імператриці Августи 1877 року), але справжніх корон для імператорського подружжя ніколи не виготовлялося. Остання прусська королівська корона, згадана вище, містить, серед іншого, великий сапфір, золотий хрест, прикрашений діамантами, 142 алмази, 18 великих діамантів з блискучим огранюванням і вісім великих перлин. Корона має вісім дужок.
- Скіпетр Фрідріха I, також з 1701 року. Для цього об'єкта наявний золотий скіпетр був збагачений прусським орлом та різними іншими частинами.
- Імперська держава Фрідріха I.
- Імператорська печатка Фрідріха I.
- Імператорський меч Фрідріха I.
- Корона королеви, також інсигнія, виготовлена спеціально для церемонії коронації 1701 року.
- Оригінальний виборчий капелюх курфюрста Бранденбурзького.
- Ще одна бранденбурзька виборча шапка великого курфюрста з чотирма оздобленими перлами дужками.
- Скіпетр курфюрства Бранденбурга.
- Бранденбурзька офіцерська тростина.
- Бранденбурзький курфюрстський меч.
- Весільні корони прусських принцес (втрачені).
- Каркаси (металеві каркаси) корон Вільгельма I та королеви Августи 1861 року (втрачені).
- Дерев'яні моделі імператорської корони німецького імператора, німецької імператриці та німецького кронпринца (втрачено).

## Історія
Після зречення Вільгельма II від престолу в результаті майнової суперечки з Вільною державою Пруссія в 1927 році коронні коштовності залишилися в основному у власності родини, яка виставила їх у музеї Гогенцоллернів у замку Монбіжу в Берліні. Під час Другої світової війни їх у 1944 році перевезли до Кенігсберга (Пруссія), а потім разом з іншими культурними цінностями вивезли до шахти Бернтероде в Тюрінгії. Звідти, наприкінці війни, армія США перевезла їх до Гессена, який пізніше став американською зоною окупації. Згодом родина повернула свої цінності.
У серпні 1943 року Курт фон Плеттенберг, голова загальної адміністрації колишньої правлячої прусської королівської родини, наказав замурувати королівську корону Вільгельма II та 15 дорогоцінних церемоніальних табакерок Фрідріха Великого у невідомому місці в Потсдамі, ймовірно, у своїй офіційній резиденції в палаці Цецилієнгоф, а потім на початку 1945 року, за обставин, які залишаються нез'ясованими донині, — у стіну крипти сільської церкви Кляйненбремена поблизу Міндена. Британські окупаційні війська знайшли її там 1946 року і повернули Гогенцоллернам 1948 року.

Більшість уцілілих частин коронного скарбу зараз виставлені в палаці Шарлоттенбург у Берліні, позичені Гогенцоллернами; лише корону Вільгельма II можна побачити в замку Гогенцоллерн. Втрачено каркаси корон, які король Вільгельм I виготовив для себе та королеви Августи для самокоронації в Кенігсберзі 1861 року, знамениті вінчальні корони прусських принцес та вищезгадані моделі корон імператора та імператриці.

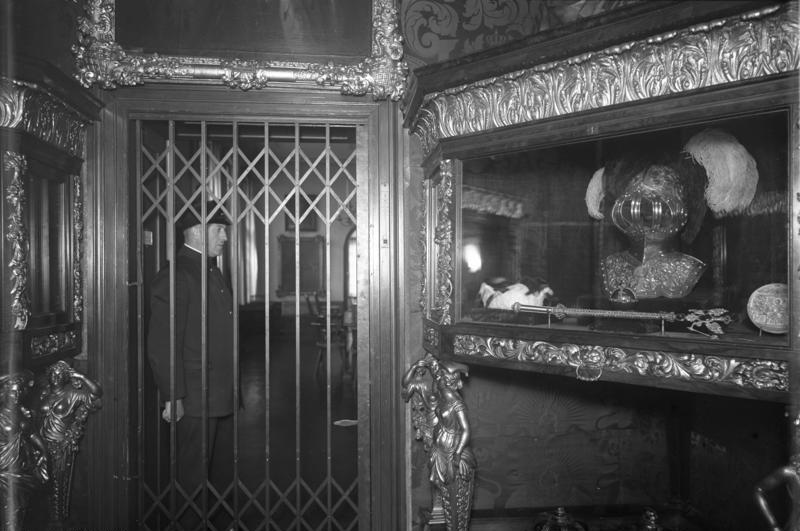
Сейф у музеї Гогенцоллернів (1932)
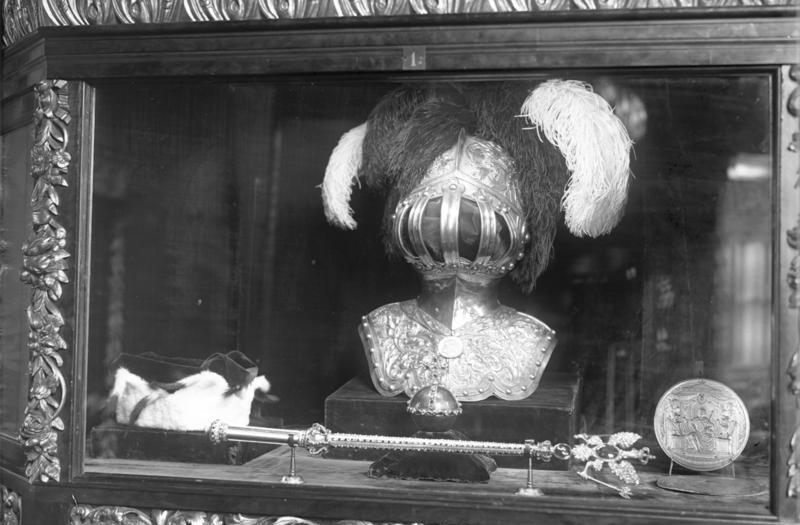
Скіпетр, куля, печатка, капелюх і шолом курфюрста (1932)
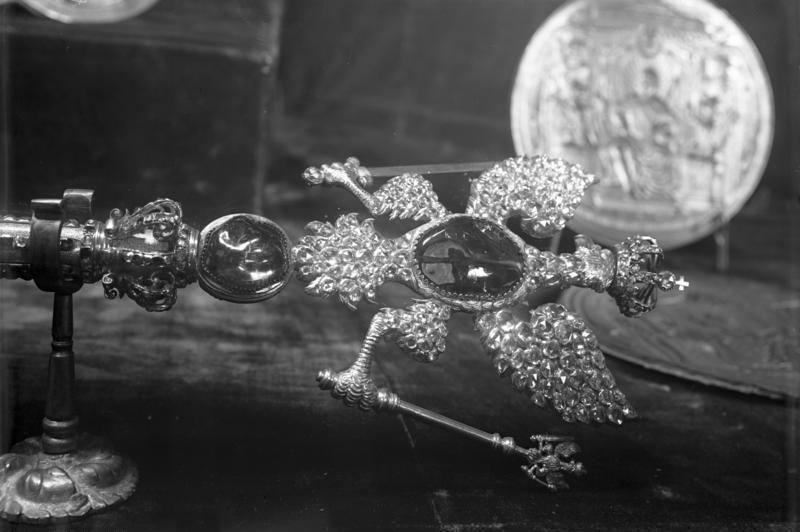
Головка скіпетра (1932)
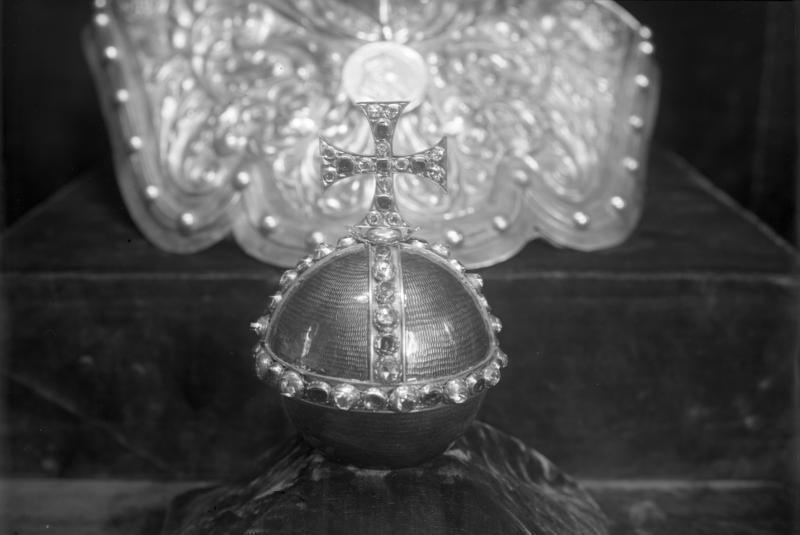
Імператорська держава (1932)
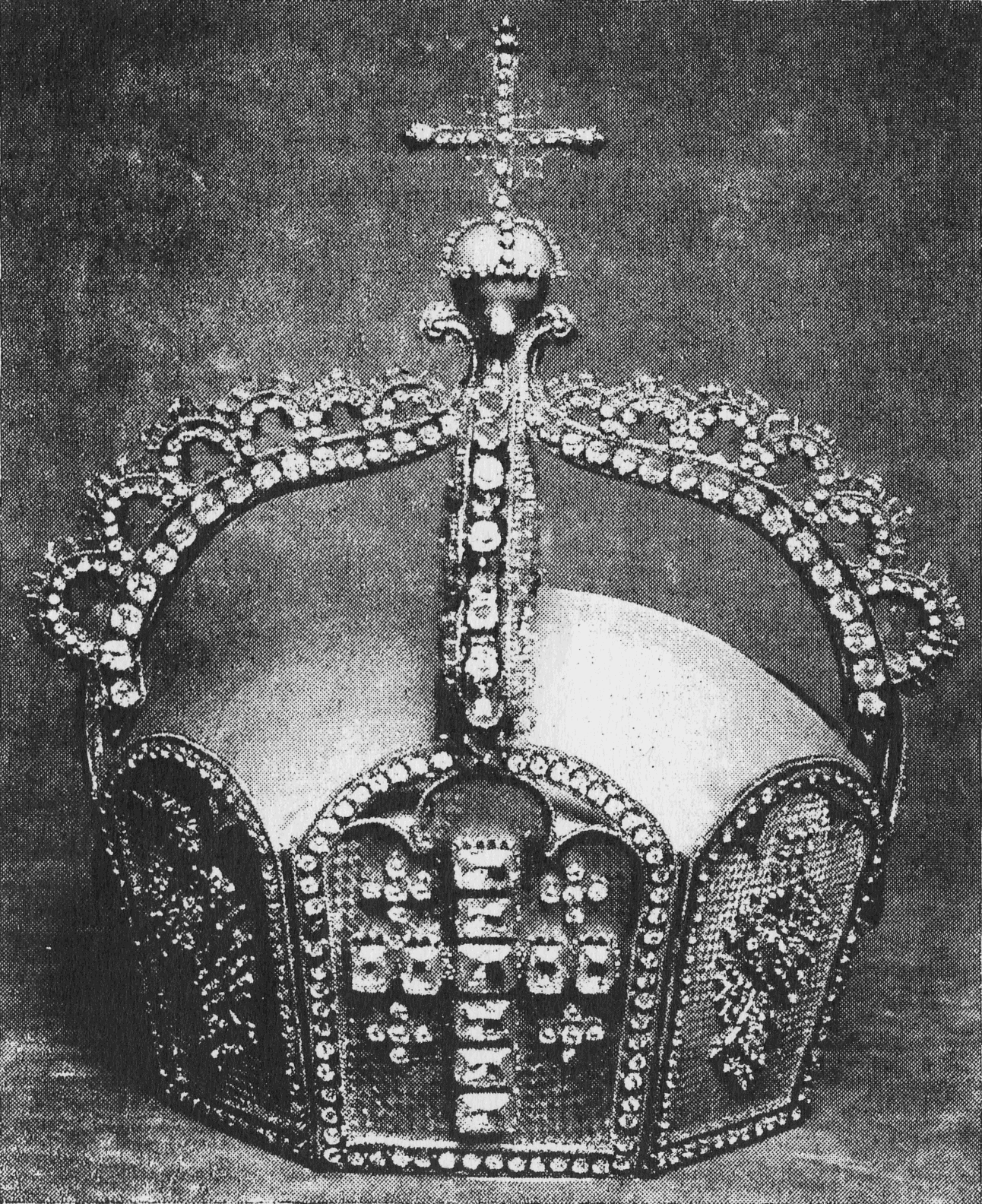
Дерев'яна модель імператорської корони німецького імператора, версія 1872 року
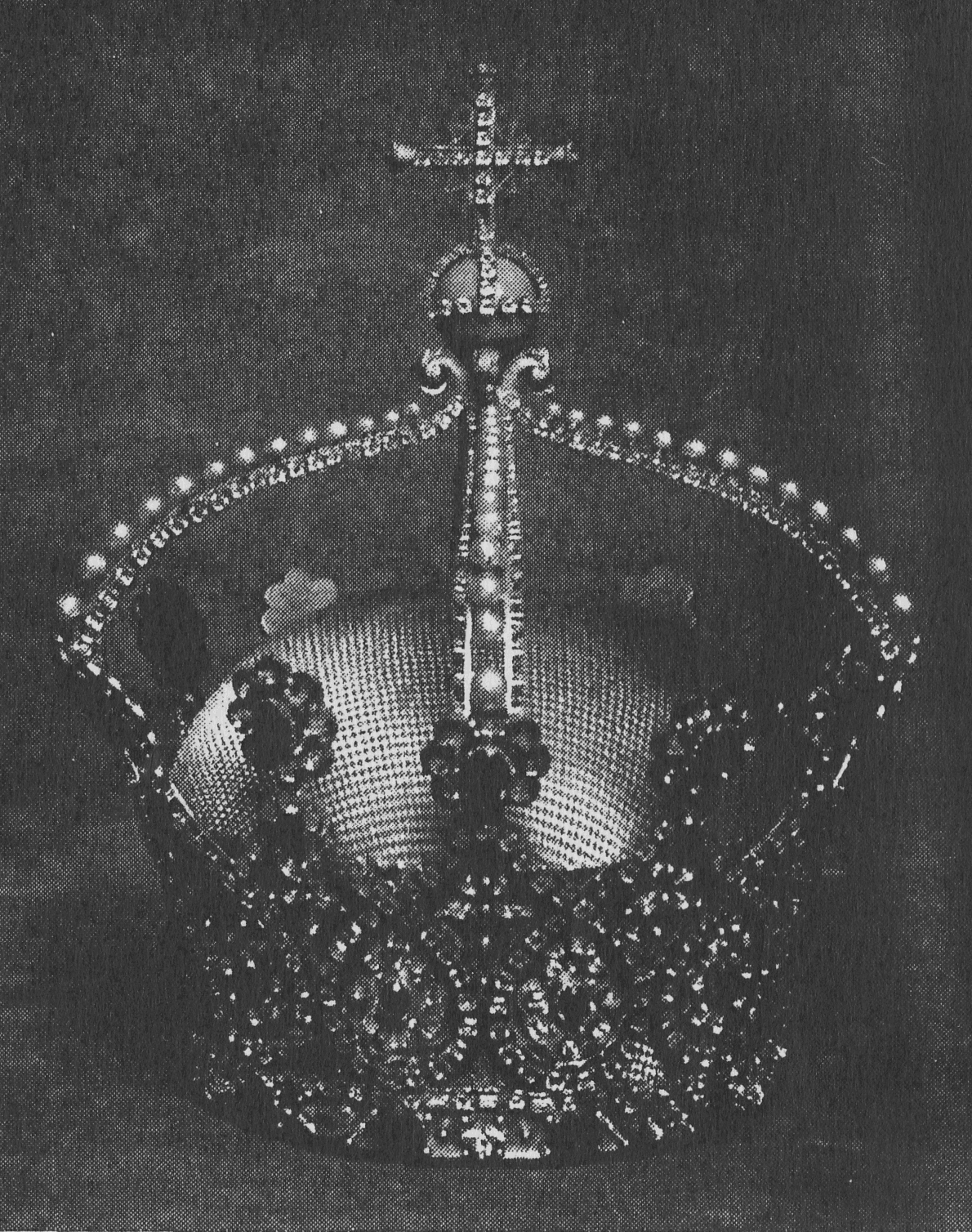
Дерев'яна модель імператорської корони німецької імператриці
Імператорська корона пруссько-німецького кронпринца (геральдичне зображення)